# جیل تارتر
جیل کورنل تارتر (زاده ۱۶ ژانویه ۱۹۴۴) اخترشناس آمریکایی است که بیشتر بخاطر کارهایش در زمینه جستجو برای هوش فرازمینی شناخته شده‌است. تارتر مدیر سابق مرکز تحقیقات SETI است. در سال ۲۰۰۲، مجله دیسکاور او را به عنوان یکی از ۵۰ زن مهم در علم شناخت.